# La Neuville-en-Hez
La Neuville-en-Hez è un comune francese di 990 abitanti situato nel dipartimento dell'Oise della regione dell'Alta Francia.

## Società

### Evoluzione demografica
Abitanti censiti